# Euphyia lugubrata
Euphyia lugubrata là một loài bướm đêm trong họ Geometridae.